# Nina Ansari
Nina Ansari (* 1981 in Teheran) ist eine deutsch-iranische bildende Künstlerin.

## Leben & Werk
Nina Ansari (geb. 1981 in Teheran) hat ein umfangreiches Œuvre von Installationen über Malerei und Skulptur, Zeichnungen, Drucke und Fotografie geschaffen. Mit dieser Vielschichtigkeit behält sie sich eine künstlerische und konzeptionelle Freiheit vor. So unterschiedlich die verwendeten Medien sind, so sind sie geeint durch Ansaris Biographie, die sich wie ein roter Faden durch ihr Schaffen zieht.
Die 1981 in Teheran geborene, aber in Deutschland aufgewachsene Künstlerin thematisiert in ihren Arbeiten immer wieder autobiographische Erinnerungen, wie den Krieg, die Frage der Identitätszugehörigkeit und der Wirklichkeitsentstehung. Sie studierte an Hochschule für Gestaltung Offenbach am Main Freie Kunst und Soziologie, unter anderem bei Heiner Blum und Hans-Peter Niebuhr sowie bei Manolo Laguillio. 2007 erhielt sie ein Erasmus-Stipendium an der Faculty of Fine Arts Barcelona. Nina Ansari lebt und arbeitet in Berlin.
Ihre Familie floh vor dem Ersten Golfkrieg nach Deutschland als Ansari vier Jahre alt war. Ein Schlüsselmoment im Iran war, als das Hausinnere für kurze Momente durch Bombeneinschläge erhellt wurde. Das blitzartige Erhellen führte zu einer neuen Wahrnehmung der Realität. In ihrer Diplomarbeit Der Blick in die Fotografie (2010) setzte Ansari sich „mit unserem Sehsinn, dem menschlichen Auge, dem `Sehen´ und dem `Blick´ auseinander“ und untersuchte mit der Kamera die Komplexität unserer Wahrnehmung. Die Rolle, die sie selbst als Künstlerin einnahm, beschreibt sie als eine aktive, die Kamera als Waffe, den Rahmen als konzeptionell. Ziel war, den Handlungsspielraum der Fotografie zu definieren. Sie sagt heute in Retrospektive, sie habe diesen für sich ausgereizt und damit für sich das Thema der Fotografie beantwortet.
Im darauffolgenden Jahr verbrachte sie im Rahmen eines Stipendiums zwei Monate in Kapstadt. Es entstand die Serie I carry no Ca$h. Ansari bezog ein Apartment an der Albert Road, gelegen zwischen Stadtkern, Gewerbegebiet und Slum. Trotz der Nähe zu einem sozial schwachen Wohngebiet ist diese Serie eine explizite Entscheidung dagegen Armut abzulichten. Von ihrem Balkon in der Peripherie Kapstadts aus fotografierte Ansari vorbeilaufende Einheimische und fing das tägliche Geschehen aus der Vogelperspektive ein. Als Fotografin nahm sie sich zurück, um unbemerkt die Schönheit und auch die Gefahr festzuhalten. Resümierend kann man die Serie als eine Art visuelles Tagebuch verstehen.
Das namensgebende Porträt der Serie zeigt einen jungen Südafrikaner, der lässig doch zielgerichtet mit leicht seitlichem Blick über die Straße geht. Seine Kleidung – lockere Baggypants, weites Shirt, Ohrstecker, große Sonnenbrille und umgedrehter und seitlich aufgesetzter Sonnenvisor – zeugen von Stilbewusstein und unterstreichen die Ausstrahlung, die in Gang und Blick liegt. Die weiße Aufschrift I Carry no Ca$h seines T-Shirts impliziert die Gefahr eines Überfalls und kokettiert gleichzeitig damit. Die Serie war in der von Lena Fließbach kuratierte Ausstellung GELD – WAHN – SINN 2018 in der Stiftung Reinbeckhallen zu sehen.
Im Vergleich der Serien Blick in die Fotografie und I carry no Ca$h wird deutlich, dass eine mediale Selbstreferenzialität dem Einfangen eines bestimmten Moments weicht. Das ihr fremde Land und das besondere Licht Kapstadts veranlasste Ansari dazu, alles in sich aufzunehmen, anstatt es einer konzeptionellen Untersuchung zu unterziehen. Die Rolle der Künstlerin änderte sich zu einer passiven, die Porträts stehen für sich und die Serie ist in ihrem Œuvre einmalig. Die anfangs angesprochene Vielschichtigkeit und der situationsspezifische, subjektive Umgang mit den Medien wird auf subtile Art und Weise evident.
Seit 2019 erhält sie eine Atelierförderung vom Berufsverband bildender Künstler*innen Berlin e.V.

## Ausstellungen (Auswahl)
- 2006 Fashiontype, Mode und Schrift, Klingspor Museum, Offenbach am Main
- 2011 Festiwalla, Haus der Kulturen der Welt, Berlin
- 2012 War, Galerie Kollaborativ, Berlin (Einzelausstellung)
- 2013 Anonymous Drawings, Temporary Art Centre, Eindhoven
- 2013 Rebel in Paradise, Aquabit Galerie und Kunstundhelden, Berlin (Einzelausstellung)
- 2013 Pophits & Alptraum, Halle für zeitgenössische Kunst, Offenbach am Main
- 2013 Anonymous Drawings, Kunstverein Tiergarten, Berlin
- 2014 Alptraum, Maribor Art Museum, Maribour
- 2014 Front, uqbar, Berlin (Einzelausstellung)
- 2015 Saloon, Sexauer Gallery, Berlin
- 2015 Raumschwärmer, SoundCloud, Berlin (Einzelausstellung)
- 2016 Pseudoscienza, Jan Arnold Gallery, Museumsquartier, Wien
- 2016 Identity’s Rule of Three, Marie-Laure Fleisch Gallery, Brüssel
- 2017 Drawing from the Future, 21er Haus Museum für zeitgenössische Kunst, Wien
- 2018 Geld Wahn Sinn, Reinbeckhallen Sammlung für Gegenwartskunst, Berlin
- 2018 Black Box, Saarländisches Künstlerhaus, Saarbrücken
- 2018 A word is worth a thousand images, Berlin Blueart, Berlin
- 2018 Akroma, Museum Arsenals of Riga, Lettland
- 2019 Wort zu Bild, Haus am Lützowplatz, Berlin
- 2019 Alptraum, Fine Art Complex 1101, Tempe, Arizona
- 2019 Alptraum, La Estacion Arte Contemporaneo Gallery, Chihuahua
- 2020 Alptraum, TAM Torrance Art Museum, Torrance